# Chigualo
Chigualo o gualí es la fiesta más antigua y significativa de los montuvios y afros de Ecuador. Su origen es sincrético y empieza como una ceremonia fúnebre o de velación del cadáver de un niño menor de ocho años, practicada en la provincia de Esmeraldas, Ecuador. Se caracteriza por ser amenizada por músicos y cantadoras. Se despide al difunto con cantos alegres, baile y rondas infantiles, al ritmo de la música afrodescendiente tradicional de esta región pacífica ecuatoriana.

## Reseña

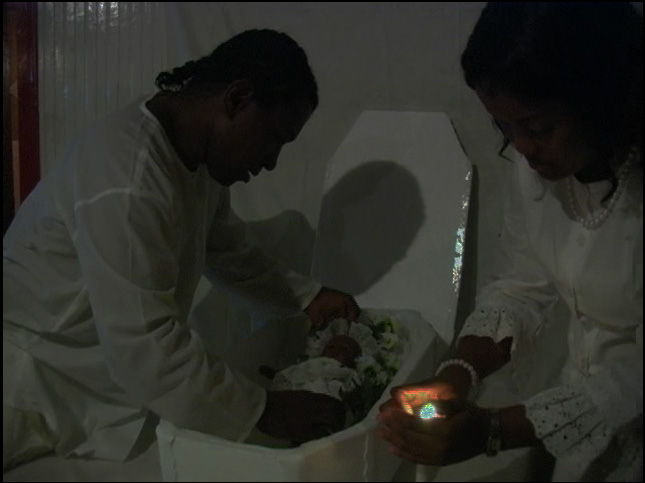
Ceremonia fúnebre del cadáver de un niño en el Pacífico

### En Esmeraldas
El chigualo  es la ceremonia fúnebre o de velación del cadáver de un niño menor de ocho años, practicada en zonas rurales de Ecuador, y heredada en tradición por chamanes y chagualos. También se le denomina velorio del angelito, velorio de un angelito, angelito baila o muerto-alegre. Este ritual está acompañado de música, cantos y baile, pues se despide con alegría y entusiasmo a un infante fallecido, debido a creencias culturales – religiosas, ya que se asegura que un niño fallecido llegará al reino de los cielos, porque a su temprana edad se ha  marchado de la tierra sin cometer pecado alguno.
En la ceremonia, se ejecutan cantos a capela, a una voz y con coros, con acompañamiento del palmoteo, el ritmo de las voces, en el canto o recital, es marcado por los tambores y los guasás, los cuales también indican el compás cuando se trata de bailar. La base rítmica es alegre, es la que corresponde al currulao, con aires de bunde. Este ritual también está amenizado por juegos lúdicos infantiles de la región, creados por las comunidades rurales, se cantan oraciones pidiendo a Dios que reciba al niño en su reino, y en algunos casos se carga al cadáver pasándolo por los brazos de varias personas. El instrumental empleado en su ejecución se restringe a la marimba de chonta, los cununos macho y hembra, los bombos macho y hembra, el redoblante y los guasás. 

### En el resto del Litoral

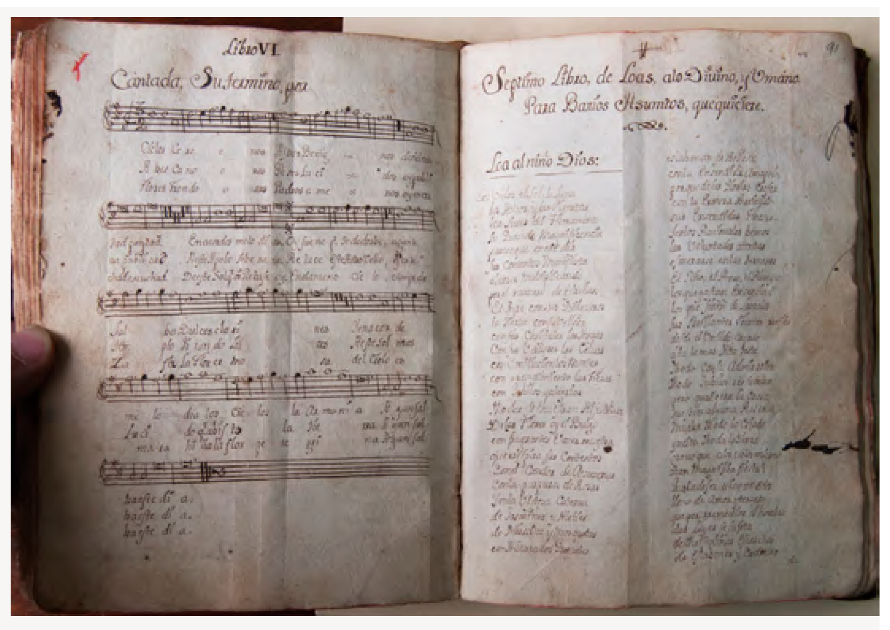
Partitura y letra de villancicos en la Real Audiencia de Quito, año 1777

Está vinculada con la Navidad y en Manabí es acompañado generalmente con un baile que se lo denominaba antiguamente como "Sombrerito", los juegos que se hacían en los chigualos eran por ejemplo: La Pájara Pinta, el Florón, y otros que se alternaban con los villancicos navideños. Es decir es una festividad que se realiza en homenaje al nacimiento del Niño Jesús; desde el 24 para amanecer 25 de diciembre empiezan los chigualos que se extienden incluso hasta el 6 de enero (día de reyes), también puede extenderse por 40 días, realizando la Bajada del Niño también llamada la “apeada” o “alzada del Niño” el 2de febrero (Día de las Candelarias).
Históricamente, es a finales del siglo XVI, cuando los españoles consolidan su dominio sociocultural, a través de la evangelización y las reducciones de territorio de los nativos que empieza la aculturación. Además de la difusión temprana del castellano en esta parte del territorio también empezó a celebrarse las fiestas religiosas, entre ellas la Navidad en los valles de Jahuapi y Pimpaguapi. A partir de la mezcla el mestizaje se difundió y existen registros de que en Portoviejo a mediados del siglo XVIII, ya había predominancia mestiza. En esta época existía la costumbre de apadrinar al “Niño Dios” en alguna casa. Esto se acompañaba con auto-sacramentales, que imitaban a los que se realizaban en España, lo que a su vez hacía uso de los villancicos durante la velación del niño. En esto se puede ver el sincretismo con los afroecuatorianos puesto que en origen la velación de los niños es de origen afro, en específico instaurado por el cacique  Andrés Mangache y su familia. Algo que fue continuado por Francisco de Arobe. Este velorio fue posteriormente difundido por toda la provincia de Manabí tomando la forma actual. Esto ocurrió en el siglo XIX y fue registrado por los estudios folkloristas que los rescataron en libros. Entre los historiadores que permitieron el rescate del chigualo fueron: Carlos Avellán, Yuri Hernández Mendoza, Simón Cedeño Paladines y Domingo Nevaldo Zambrano.
Un ejemplo de un chigualo popular titulado "La poma rosa" dice así:

Agache la rama de la pomarosa

Para darle al niño la más olorosa
Agache la rama de la pomarosa
Para darle al niño la más olorosa

Con agua de manzanilla
Baña mi abuela mis sueños
Y borda en su voz de almíbar
Un chigualo navideño

Agache la rama de la pomarosa

Para darle al niño la más olorosa
La poma rosa, Chigualo manabita

Alrededor del chigualo giran todos los elementos tradicionales de la cultura montuvia: el horno manabita funge muchas veces como centro de la ceremonia, los amorfinos forman parte de la celebración y los chigualos propiamente dichos con el rol de los villancicos. A esto se sumaban después del velorio, los festejos que incluían el aguardiente de caña de manabí y también los bailes tradicionales como el moño montuvio. Todo esto es realizado por el anfitrión que es conocido como "dueño del pesebre". Además de ellos, y de los músicos es importante la presencia de los padrinos y madrinas.  

#### Interpretación, danza y repertorio
En su interpretación se usan los tradicionales instrumentos montuvios:
- Tambora de cuero de saíno
- Flauta de caña guadua
- El güiro de mate
- Maracas

Además el chigualo se baila y se juega. Las celebraciones incluyen:
- Bailes de Navidad
- Juego de rueda
- Versos de rueda

El repertorio incluye los siguientes temas, entre canciones de Navidad, de juego y de baile:
- Le zumba el mango
- La canoita o zapateando la calabaza
- La carbonerita
- La pastora
- Doncella del prado
- El caminante
- Las golondrinas
- Los caracoles
- El goyo sabido
- Las gitanitas
- La flor de la maravilla
- La casiquilla
- La pájara pinta
- El jardinero
- Alfonso XIII
- Arbolito de naranja
- Blanca Flor
- La viuda loca
- El gallinacito
- El gavilán sabanero
- La poma rosa